# بویکوواتس
بویکوواتس (به صربی: Bujkovac) یک روستا در صربستان است که در ناحیه پچینیا واقع شده‌است. بویکوواتس ۷۹۶ نفر جمعیت دارد.